# شرکت راه‌آهن کیسی

لوگوی شرکت راه آهن کیسی.

شرکت راه‌آهن کیسی به اسم رسمی (به ژاپنی: 京成電鉄株式会社, Keisei Dentetsu Kabushiki-gaisha) یا (به انگلیسی: The Keisei Electric Railway Co., Ltd) یک شرکت راه‌آهن خصوصی در ژاپن است. خطوط راه‌آهن این شرکت در توکیو و استان چیبا قرار دارند. کانجی کیسی (京成) از ترکیب کانجی و با روش متفاوت خواندن 京 در (東京, Tōkyō) و 成 در (成田, Narita) به وجود آمده‌است و اشاره به این دارد که بیشتر خطوط این شرکت مابین توکیو و ناریتا کشیده شده‌است.این شرکت در سال ۱۹۰۹ میلادی تأسیس شده‌است. 

نقشهٔ خطوط شرکت راه آهن کیسی.

| نام خط                                        | نام خط به ژاپنی | نام ایستگاه‌های مبدأ و پایانی | نام ایستگاه‌های مبدأ و پایانی | نام ایستگاه‌های مبدأ و پایانی | طول خط برحسب کیلومتر (km) |
| --------------------------------------------- | --------------- | ---------------------------- | ---------------------------- | ---------------------------- | ------------------------- |
| خط اصلی کیسی                                  | 本線            | Keisei-Ueno                  | –                            | Komaino Junction             | 67.2                      |
| خط اصلی کیسی                                  | 本線            | Komaino Junction             | –                            | Narita Airport               | 2.1                       |
| خط کیسی اوشی‌آگه                               | 押上線          | Oshiage Station              | –                            | Aoto Station                 | 5.7                       |
| خط اصلی کیسی چیبا                             | 千葉線          | Keisei-Tsudanuma Station     | –                            | Chiba Chuo Station           | 12.9                      |
| خط کیسی چیهارا                                | 千原線          | Chiba Chuo Station           | –                            | Chiharadai Station           | 10.9                      |
| خط کیسی هیگاشی-ناریتا                         | 東成田線        | Keisei-Narita Station        | –                            | Higashi-narita Station       | 7.1                       |
| خط کیسی کاناماچی                              | 金町線          | Keisei-Takasago Station      | –                            | Keisei-Kanamachi Station     | 2.5                       |
| خط کیسی ناریتا اسکای اکسس (Narita Sky Access) | 成田空港線      | Keisei-Takasago              | –                            | فرودگاه بین‌المللی ناریتا     | 51.4                      |
| خط فرعی                                       | خط فرعی         | کیسی-ناریتا                  | –                            | Komaino Junction             | (6.0)                     |
| خط فرعی                                       | خط فرعی         | ترمینال شمارهٔ ۲              | –                            | فرودگاه بین‌المللی ناریتا     | (1.0)                     |
| مجموع                                         | مجموع           | مجموع                        | مجموع                        | مجموع                        | 152.8                     |
| خطوط در حال ساخت                              |                 |                              |                              |                              |                           |
| (گسترش خط چیهارا)                             | 千原線          | Chiharadai                   | –                            | Amaariki                     | 8.2                       |

## نگارخانه

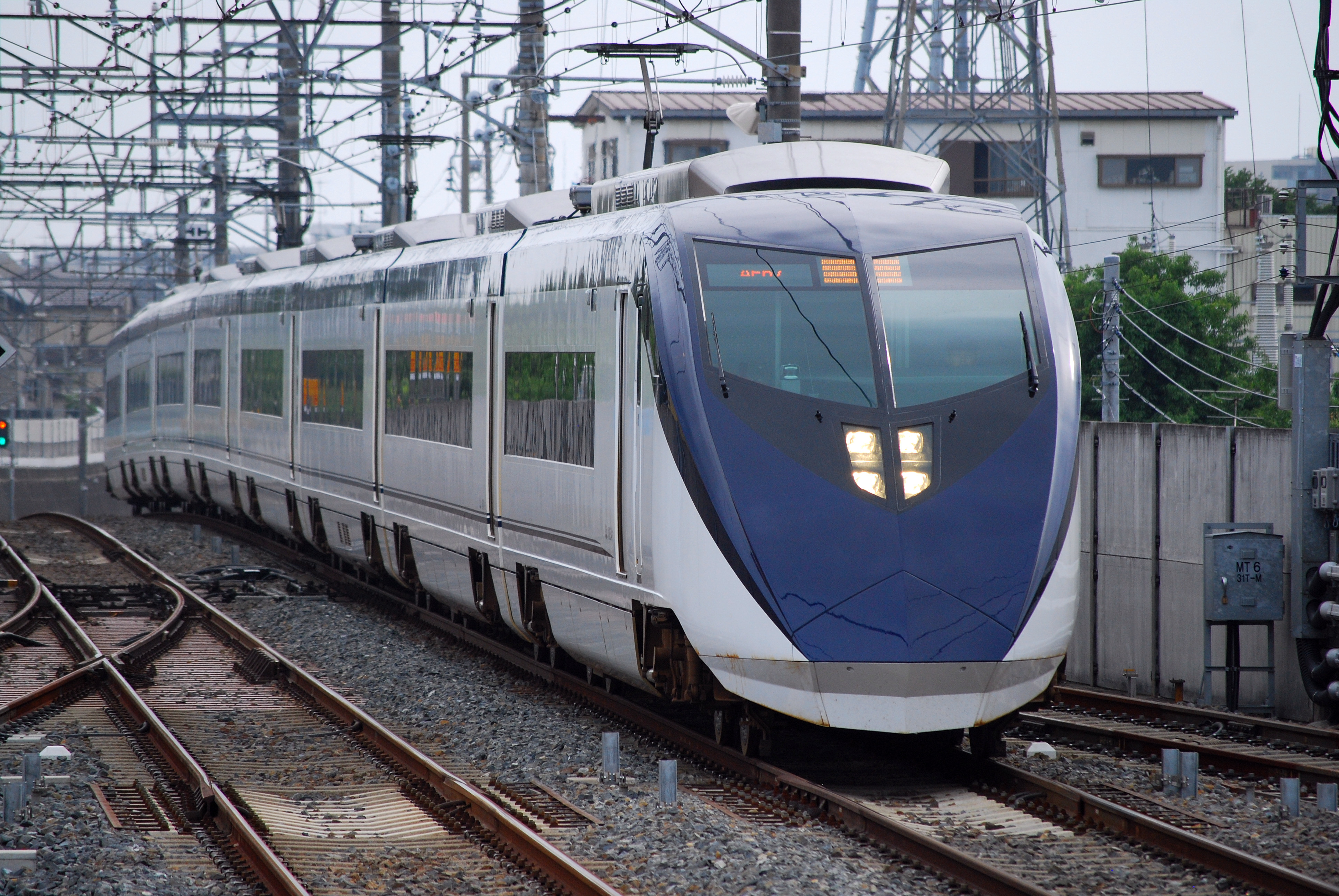